# Ole Lindboe
Ole Lindboe (født 17. november 1948, død 11. december 2013) var en dansk kunstskribent og forfatter, samt forstander på Kunsthøjskolen Thorstedlund. Lindboe har skrevet krimier, kunstbøger og biografier om James Dean, Elvis Presley, Frank Sinatra m.fl.
Lindboe er uddannet børnehavepædagog og blev journalist 1980. Han har arbejdet på Gyldendal, Politiken, for Nordisk Råd, på Dagbladet, Socialt Magasin, Frie Børnehaver, Vore daginstitutioner, Kunstavisen, Sjællands Tidende og været medredaktør af Unge Pædagoger. Han var ekstern lektor ved Danmarks Journalisthøjskole. Ole Lindboe har produceret kunstudsendelser på DK4 og var chefredaktør på tidsskriftet Kunst.
I sin egenskab af kunstkender og i som skribent for Magasinet Kunst foretog Ole Lindboe et stort antal rejser til New York, hvor han introducerede flere kunstnere til kunst-scenen i New York, og samtidigt knyttede han forbindelser mellem danske gallerier og New-Yorker-scenen.
Sammen med bl.a. Ishøjs borgmester Per Madsen og Ole Hyltoft sad han i kunstmuseet Arkens bestyrelse, da Anna Castberg i 1993 på falske papirer blev ansat som leder af museet.
Sammen med Egon Clausen og Torben Weinreich hørte Lindboe til 1970'ernes ledende marxistiske pædagoger. Lindboe var aktiv i foreningen BRIS (Børns Rettigheder I Samfundet).